# Hanshorst Viehof
Hanshorst Viehof (* 29. November 1940 in Mönchengladbach; † Juli 2000 in Mönchengladbach) war ein deutscher Geschäftsführer, Ministerialdirektor und Vorstandsmitglied der Gewerkschaft Handel, Banken und Versicherungen HBV heute ver.di.

## Ausbildung
Nach Abschluss der Realschule absolvierte er ab 1957 bis 1960 eine Berufsausbildung bei der Deutschen Bundespost und war dort anschließend bis 1969 im mittleren und gehobenen Postdienst tätig.

## Gewerkschaftliche Arbeit
1960 wurde er Mitglied der Deutschen Postgewerkschaft (DPG) und 1961 Mitglied der CDU und CDA. Von 1960 bis 1969 war er ehrenamtlich gewerkschaftlich bei der DPG und beim DGB aktiv unter anderem als Ortjugendleiter, Mitglied des Bezirksjugendausschusses in Mönchengladbach und des DGB-Kreisjugendausschusses. In der Post war er Vorsitzender der Personaljugendvertretung und im Personalrat beim Postamt Mönchengladbach.

## Berufliche Entwicklung
Von 1969 bis 1973 war er hauptberuflich beim DGB-Bundesvorstand Referent für Jugendrecht und Jugendsozialpolitik, anschließend leitete er bis 1974 die Abteilung Bildung beim DGB-Bundesvorstand. Von 1973 bis 1980 war er Geschäftsführer des Berufsfortbildungswerkes Gemeinnützige Bildungseinrichtung des DGB GmbH. Seit 1973 war er Mitglied im CDA-Bundesvorstand.
1980 wurde Viehof in den geschäftsführenden Hauptvorstand der Gewerkschaft Handel, Banken und Versicherungen gewählt. Er übernahm im Hauptvorstand die Leitung der Abteilung Wirtschaftspolitik. In dieser Funktion machte er nicht zuletzt durch seine ablehnende Position gegenüber einer lohnpolitischen Zurückhaltung auf sich aufmerksam. Er begründete diese Position mit dem Argument, mit Lohn- und Gehaltsverzicht werde kein einziger Arbeitsplatz neu geschaffen.
Nach dem Regierungswechsel im Oktober 1982 berief der neue CDU-Minister für Arbeit, Sozialordnung und Gesundheit, Norbert Blüm, ihn als Leiter der Abteilung Arbeitsmarktpolitik, Arbeitslosenversicherung und Ausländerpolitik in sein Ministerium.
Als Ministerialdirektor legte er sich dann aber bald politisch mit seinem Minister Blüm an, als der über den Paragrafen 116 Arbeitsförderungsgesetz (AfG) die Streikmöglichkeiten der Gewerkschaften im Sinne der Unternehmer dramatisch einengte. Hanshorst Viehof, der Blüm-Vertrauter und stellvertretender Vorsitzender der CDU-Sozialausschüsse Rheinland war, verweigerte seine Mitarbeit an einer Änderung des § 116. Mit den Gewerkschaften kam es heftigen Auseinandersetzungen, die von großen Demonstrationen begleitet wurden. Viehof wurde von seinem Minister am 22. Dezember 1985 in den sogenannten einstweiligen politischen Ruhestand entlassen, weil er die Regierungsvorlage (Gesetzentwurf zur Änderung des § 116 des Arbeitsförderungsgesetzes) ablehnte. Anschließend leitete er unentgeltlich den Verein für Arbeitslose „Volksverein Mönchengladbach gemeinnützige Gesellschaft gegen Arbeitslosigkeit“. Er war im Beirat der Bundesarbeitsgemeinschaft Schuldnerberatung.
Er war verheiratet und hatte drei Kinder.

## Zitat
„Er war sehr durchsetzungsfähig. War er von einer Sache überzeugt, beließ er es nicht bei Scharmützeln, sondern suchte geradezu die offene Auseinandersetzung“